# Saint-Aubin-en-Charollais
Saint-Aubin-en-Charollais este o comună în departamentul Saône-et-Loire, Franța. În 2009 avea o populație de 431 de locuitori.

## Evoluția populației
| An        | 1975 | 1982 | 1990 | 1999 | 2006 | 2009 |
| --------- | ---- | ---- | ---- | ---- | ---- | ---- |
| Populație | 430  | 350  | 349  | 384  | 421  | 431  |